# Wartegemeinschaft
Die (sozialistische) Wartegemeinschaft ist eine humorvolle bzw. ironische Umschreibung für die aufgrund der Mangelwirtschaft in der DDR oder auch in anderen Ländern des Ostblocks immer wieder auftretenden Menschenschlangen vor Geschäften oder anderen Verkaufsstellen und war eine ironische Paraphrase auf die in der DDR beschworene „sozialistische Menschengemeinschaft“.